# Patania suisharyella
Patania suisharyella is een vlinder uit de familie van de grasmotten (Crambidae). De wetenschappelijke naam van deze soort is voor het eerst gepubliceerd in 1918 door Embrik Strand.
Deze soort komt voor in Taiwan.